# Будинок британської факторії (Порту)
Будинок британської факторії, британський торговий дім (порт. Feitoria Inglesa) — будівля неопаладіанського стилю XVIII століття, розташована в північному португальському центрі Порту, пов'язана з впливом Британії на виробництво портвейну. Назва походить від слова факторія, торговий пост.
Ця будівля входить до інфраструктури британців у місті Порту, які включають тенісний та крикетрий клуб «Порту» (заснований 1855 р.) та Британську школу «Порту» (1894 р.).

## Історія

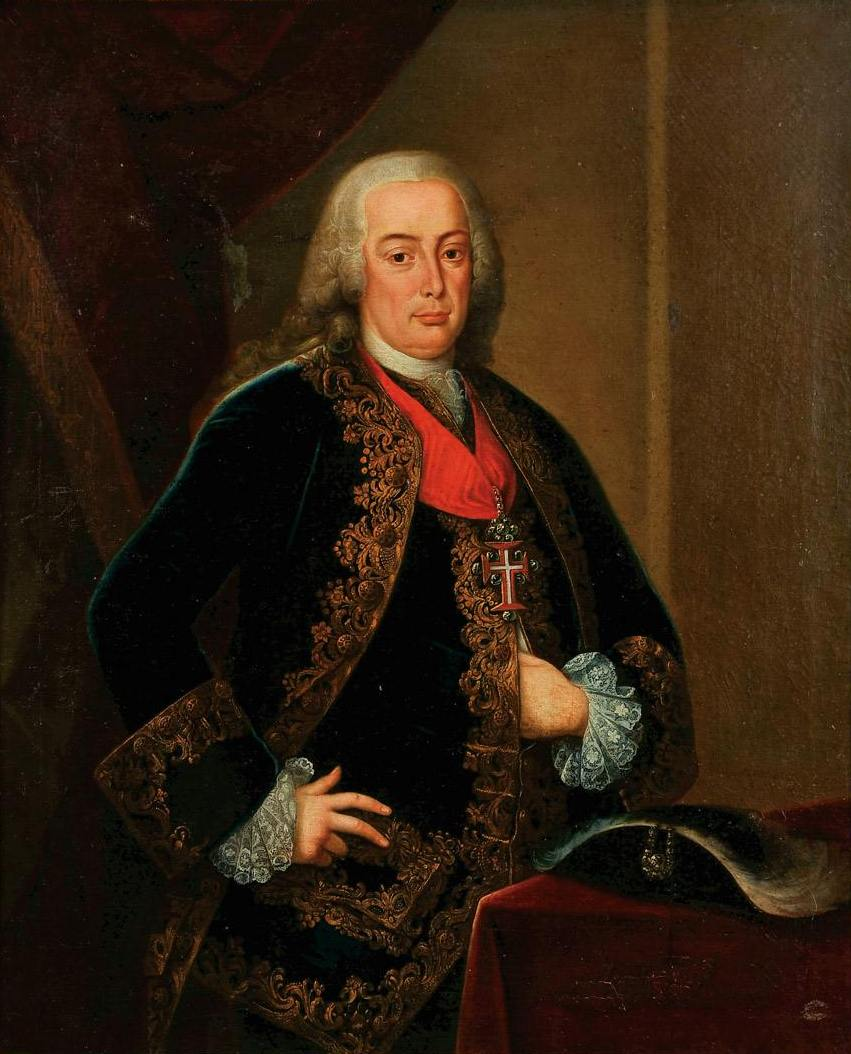
Портрет 1- го маркіза Помбала

Будівля відображає 600-річний англо-португальський альянс, важливість британської громади міста та її визначну роль у торгівлі порту. Найдавніша британська факторія на півночі Португалії датується 16 століттям, заснуванням торгового посту у Віана-ду-Каштелу.
Перший будинок факторії Порту датується 1727 р., на Руа Нова душ Інглеш. З будівництвом нової будівлі, між 1785 та 1790 роками, клуб переїхав до теперішнього місця, доків Порту.
Торговий дім — єдиний такий будинок, що залишився у всій Британській, Португальській та Голландській імперіях. Будівництво будівлі повністю фінансувалося за рахунок щорічних внесків британських портових торговців, які перебували в місті. Метою таких будинків XVII—XVIII століття (головним чином в торгових морських портах) було забезпечити місце зустрічей іноземних купців для ведення бізнесу та відстоювання їх інтересів. Задуманий як місце зустрічі для обговорення бізнесу, будинок став приватним клубом для англійців, де вони змовилися закріпити свою монополію на виробництво та експорт портвейну.
У 1806 році уряд Португалії надав землю, на якій будувався будинок факторії, британському консульству на віки «…. з цього дня і назавжди». Своїми частими зустрічами британські бізнесмени змогли змовитися щодо ціноутворення та зміцнили свою монополію над торгівлею вином.
З часом Торговий дім став символом британської монополії. Скарги на ділову практику британських відправників морського вантажу призвели до того, що прем'єр-міністр Португалії Себаштіян де Карвальо, маркіз Помбаль створив винну компанію «Дору» в 1756 р. Серед повноважень винної компанії Douro була можливість встановлювати ціни, які британські підприємці мали платити португальським виноробам Douro. Монополія британської факторії по суті закінчилася.
Британці свої підвищені витрати додали до ціни свого портвейну. Місцеві власники таверн гнівно відреагували на підвищення цін, що призвело до так званих бунтів п'яниць, що спалахнули 23 лютого 1757 року. По всьому місту роспочалися заворушення, що спонукало маркіза Помбала послати 3000 солдатів, щоб уникнути руйнувань. Вважаючи, що британські бізнесмени відповідали за причину заворушення, Помбаль вирішив діяти суворими покараннями. І британці, і їхні симпатики зіткнулися з великими штрафами, конфіскацією майна та ув'язненням.
Під час Наполеонівських воєн будинок факторії тимчасово був окупований французькою армією, коли французи вторглися в Португалію в 1807 році. Після війни він був відкритий 11 листопада 1811 року з розкішною вечерею та балом.
Ті сім'ї британського походження, які мають найсильніші зв'язки з портовою торгівлею протягом останніх трьох століть, також пов'язані з історією Торгового будинку. Стіни по обидві сторони розкішної прихожої, з її піднесеною склепінчастою стелею, що підкріплена вражаючими гранітними стовпами, прикрашені великими дерев'яними табличками, у яких перелічені імена всіх скарбників з 1811 року. З 1814 року будівля перетворилася на більш приватний джентльменський клуб серед купців.
Протягом ХІХ століття Торговий дім розробив атмосферу ексклюзивності, влаштовуючи офіційні бали для британців Порту, не запрошуючи більшість португальських підприємців, які працювали у виноробній галузі.

## Британська асоціація
Факторією керують на ротаційній основі його члени, на яких лежить забезпечення належного функціонування приміщень, організацію та виконання річного плану заходів. Президент відомий як скарбник і призначається на щорічний термін за сприяння управлінського комітету (до складу якого входять п'ять осіб, що включає попереднього скарбника та наступного скарбника). Повсякденне функціонування факторії доручається керівнику, який координує діяльність, яка проводиться цілий рік.
З багатовікових традицій є деякі, що відзначаются щороку:
- Обід в середу, де члени та їхні гості насолоджуються стравами в доброзичливій атмосфері. Зазвичай аперитиви подаються близько 13:00 у вітальні (де розміщена копія газети The Times, що датується 100 роками до дати обіду);
- Вечеря скарбників, що проводиться третьої (або четвертої) п'ятниці листопада для запрошених членів. Скарбник запрошує ряд гостей, включаючи запрошеного спікера;
- Щорічний Різдвяний бал, який проводився в останню суботу ввечері перед Різдвом, і на якому були присутні члени факторії, їхні родини та запрошені друзі. У офіційній бальній кімнаті на святі збираються до 200 людей.

Старовинні портвейни подаються під час обідів та обідів асоціації, які вибирає скарбник із підземних підвалів Торгового будинку. У цьому сховищі зберігається 15 000 пляшок, врожаї з ХХ по ХХІ століття.

## Архітектура

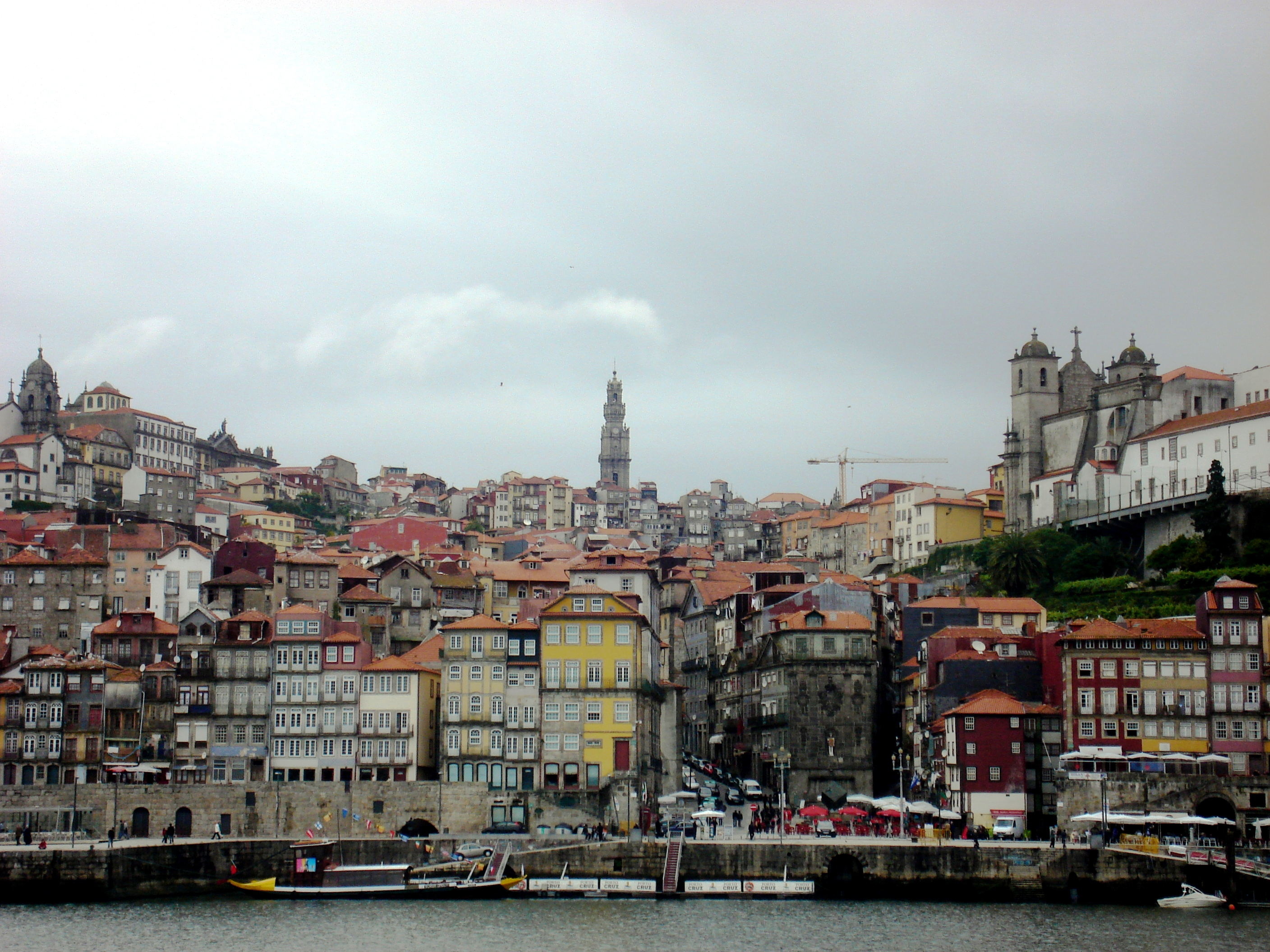
Старий квартал міста Порто, розташування Торгового будинку

Будинок британської факторії розташований в старому кварталі міста Порту вздовж вулиці Руа Інфанте Анріке.
Дизайн будівлі був оформлений британським консулом Джоном Уайтхедом (1726—1802), який надихнувся неокласичним стилем архітектури неопаладіанства.
Головний фасад будинку аскетичний, частково завдяки похмурому граніту. Є деякі декоративні елементи: три центральні вікна мають трикутні фронтони, і балюстрада, що переривається піднятим відрізком, прикрашеним трьома шматками скульптурних фруктів.
Інтер'єр будівлі має вражаючу бальну залу, їдальню, десертну кімнату, величезну кухню на другому поверсі, гральну кімнату (зі своєю унікальною колекцією гральних карт) та бібліотеку (з колекцією старих книг). Інші примітні елементи: меблі Томаса Чіппендейла, вишукані англійські порцеляни та срібні вироби.